# 萃升书院
萃升书院又称盛京书院，是清朝盛京的高等学府。

## 成立与沿革
萃升书院始建于清康熙五十八年，并于清乾隆元年扩建。萃升书院与铁岭银冈书院、辽阳襄平书院并称盛京三大书院。翰林院編修王尔烈、文人程伟元曾在书院讲学。同治二年（1863年）癸亥恩科进士延茂为盛京萃升书院筹款赴江南买书，编写并序《萃升书院藏书总目》。清晚期，沙俄将校舍据为军用而毁坏严重。1928年，张学良捐资重建萃升书院。